# Тунарій-Векі
Тунарій-Векі (рум. Tunarii Vechi) — село у повіті Долж в Румунії. Входить до складу комуни Пояна-Маре.
Село розташоване на відстані 244 км на захід від Бухареста, 71 км на південний захід від Крайови.

## Населення
За даними перепису населення 2002 року у селі проживали 1497 осіб. Усі жителі села рідною мовою назвали румунську.
Національний склад населення села:
| Національність | Кількість осіб | Відсоток |
| -------------- | -------------- | -------- |
| румуни         | 1491           | 99,6%    |
| цигани         | 6              | 0,4%     |